# Новоглуховская волость
Новоглуховская во́лость — историческая административно-территориальная единица Купянского уезда Харьковской губернии с центром в слободе Новоглухов.
По состоянию на 1885 год состояла из 9 поселений, 4 сельских общин. Население — 10277 человек (5089 мужского пола и 5188 — женского), 1973 дворовых хозяйства.
|                        | Площадь, десятин | В том числе пахотной, дес. |
| ---------------------- | ---------------- | -------------------------- |
| Сельских общин         | 23252            | 17474                      |
| Частной собственности  | 468              | 250                        |
| Казенной собственности | 9798             | 587                        |
| Другой собственности   | 170              | 170                        |
| В целом                | 33688            | 18481                      |

### Основные поселения волости[2]
- Новоглухов (Кременная) — бывшая государственная слобода при реке Красная в 105 верстах от уездного города, 4213 человек, 989 дворов, 2 православные церкви, школа, 10 лавок, 4 ярмарки в год.
- Новокраснянка — бывшая государственная слобода при реке Мечетная, 3410 лиц, 604 двора, православная церковь, школа, 8 скамеек, 4 ярмарки в год: на Вербное воскресенье, троицкий пост, 1 августа и 26 октября.
- Поповка — бывшая государственная слобода при реке Красная, 1876 человек, 282 двора, православная церковь, школа, 2 ярмарки в год: в Воскресенье всех святых и 8 сентября.

### Храмы волости[3]
- Преображенская церковь в слободе Кременной (построена в 1890 г.[4])
- Троицкая церковь в слободе Кременной (построена в 1833 г.[4])
- Рождество-Богородичная церковь в слободе Поповке